# Perwomajsk (Luhansk)
Perwomajsk (ukrainisch Первомайськ, russisch Первомайськ Perwomaisk) ist eine Stadt von regionaler Bedeutung in der Oblast Luhansk in der Ukraine mit 37.000 Einwohnern (2013).

## Geographie

### Geographische Lage
Die Stadt liegt im Donezbecken 76 km westlich vom Oblastzentrum Luhansk und etwa 120 km nordöstlich von Donezk am linken Ufer des Flusses Luhan. Nordöstlich der Stadt  befindet sich die Stromrichterstation der HGÜ Wolgograd-Donbass.

### Stadtgemeinde
Die Stadtgemeinde Perwomajsk bestand bis zum 7. Oktober 2014 aus der Stadt Perwomajsk, den Städten Hirske und Solote sowie den Siedlungen städtischen Typs Nyschnje und Toschkiwka, diese wurden danach in den Rajon Popasna eingegliedert. Die Stadtgemeinde hatte insgesamt 70.138 Einwohner (2012).
Am 12. Juni 2020 wurde die Stadt ein Teil der neugegründeten Stadtgemeinde Kadijiwka, bis dahin bildete die Stadt die gleichnamige Stadtratsgemeinde Perwomajsk (Первомайська міська рада/Perwomajska miska rada) direkt unter Oblastverwaltung stehend.
Am 17. Juli 2020 wurde der Ort ein Teil des Rajons Altschewsk.

## Geschichte
Perwomajsk wurde 1765 als Oleksandriwka gegründet und trug zwischen 1865 und 1920 den Namen Petro-Marewka. 1920 wurde es schließlich in Perwomajsk umbenannt (von russisch Perwoje Maja für Erster Mai), 1938 erhielt es die Stadtrechte.
Der Ort fiel im Krieg in der Ukraine den Separatisten der Volksrepublik Lugansk zu. Separatistenbürgermeister Jewhen Ischtschenko und weitere Männer wurden im Januar 2015 ermordet. Separatisten beschuldigten ukrainische Agenten der Tat, während andere Quellen interne Machtkämpfe als Ursache für die Mord ansehen.

## Bevölkerung
Laut der Volkszählung in der Ukraine von 2001 setzt sich die Bevölkerung der Stadt aus den folgenden ethnischen Gruppen zusammen:
- Ukrainer – 65,9 %
- Russen – 27,3 %
- Weißrussen – 1,1 %

### Bevölkerungsentwicklung
| 1923  | 1926   | 1939   | 1959   | 1970   | 1979   | 1989   | 2001   | 2005   | 2016   |
| ----- | ------ | ------ | ------ | ------ | ------ | ------ | ------ | ------ | ------ |
| 4.201 | 10.745 | 30.131 | 43.671 | 45.779 | 44.525 | 51.025 | 43.082 | 41.112 | 37.696 |

Quelle:

## Söhne und Töchter der Stadt
- Boris Gorbatov (1908–1954), Schriftsteller und Journalist[9]
- Oleksandr Beresch (1977–2004), Turner
- Ljuba Jakymtschuk (* 1985), Dichterin und Autorin